# セルヒオ・バディーリャ・カスティーリョ

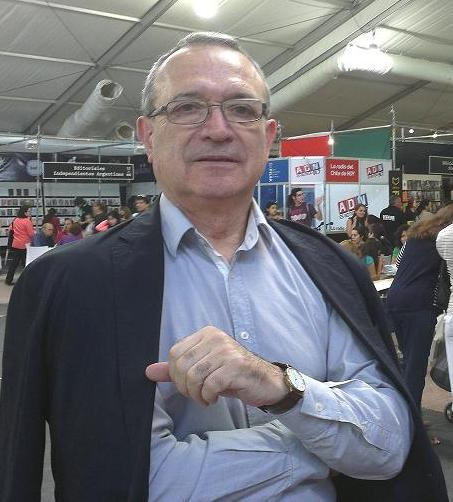
セルヒオ・バディーリャ・カスティーリョ

セルヒオ・バディーリャ・カスティーリョ(Sergio Badilla Castillo、1947年11月30日-)はチリ・バルパライソ出身の詩人で、現代詩におけるトランスレアリスムを確立した人物である。彼はフィンランド人のエーディト・ショーデルグラン、エルメル・ディクトニウス、Paavo Haavikko、Pentti Saarikoskiやスウェーデン人のGunnar Ekelöf、トーマス・トランストロンメル、Lars Gustafssonなど北欧の詩人の影響を強く受けていると考えられている。

## 人生
カスティーリョはチリ大学でジャーナリズムを学び、1972年に卒業した。またストックホルム大学でも社会人類学を学んだ。
カスティーリョはスウェーデンラジオで約13年間勤め、その間は文化記者としてスウェーデンの詩を英語に翻訳する仕事を行った。
カスティーリョは船乗りであった父の影響を受け、流浪の生活に憧れていった。カスティーリョはスカンジナビア半島で過ごした12年の間にヨーロッパ、北アフリカ、中東を旅した。1975年には一時的にルーマニアに住み、ワラキアやトランシルヴァニアに伝わる神話に興味を持った。
カスティーリョは1993年にチリに帰ってくるまでの数年間はジャーナリストや大学の教員として生活していた。

## 作品
1973年にカスティーリョの最初の詩集Amid the Cement and the Grassがバルパライソで自費出版された。1980年にはスウェーデンのボロースで2冊目の詩集Lower from my Branchが出版され、評論家から高い評価を受けた。
1981年から87年にかけて、スカンジナビアの影響を強く受けた、The Dwelling of the Sign、Oniric Song、Reverberations of Aquatic Stonesという3冊の本を相次いで出版した。この時期の詩は完成度が高く、スウェーデン語、フィンランド語、英語、フランス語、ラテン語の詩の翻訳者からも高い評価を受けた。初期の詩の題材は神話や寓話から取ったものが多く、多くの詩で伝説が語られていた。彼の詩は、1991年にスウェーデンで初めて出版されたチリ人詩人のアンソロジーにも収められている。
彼は1993年に亡命先からチリへ帰国し、自伝的な作品を書き始め、Nordic Sagaではこれまでと全く異なったスタイルの作品を書いた。この時期は試行錯誤で実験を重ねていた時期で、ヴァイキングの神話サガなどからも題材をとった。カスティーリョはルーディ・ラッカーのトランスレアリスムを詩において確立した。
2003年のThe Fearful Gaze of the Bastardや2005年のTransreal Poems and Some Gospelsのようなカスティーリョの後期の作品では彼は現実に挑戦し、ほとんど幻影の世界を創り上げた。そこでは言葉、時間、次元の変化が詩の枠組みの中で重要な役割を果たす。彼の最近の詩は時間の転位が随所に表れるなど完全に観念的で、普通の世界への関心に溢れている。彼は現在はサンティアゴに住んでおり、彼の最近の作品からは、個々に象徴化された形ではあるが、南太平洋の雰囲気が感じられる。